# HD 46374
HD 46374，又名BD+14 1339，SAO 95830、HR 2391，是一颗恒星，视星等为5.53，位于銀經198.32，銀緯2.55，其B1900.0坐标为赤經6h 27m 55.4s，赤緯+14° 2.55′ 56″。